# 布鲁姆街 (曼哈顿)

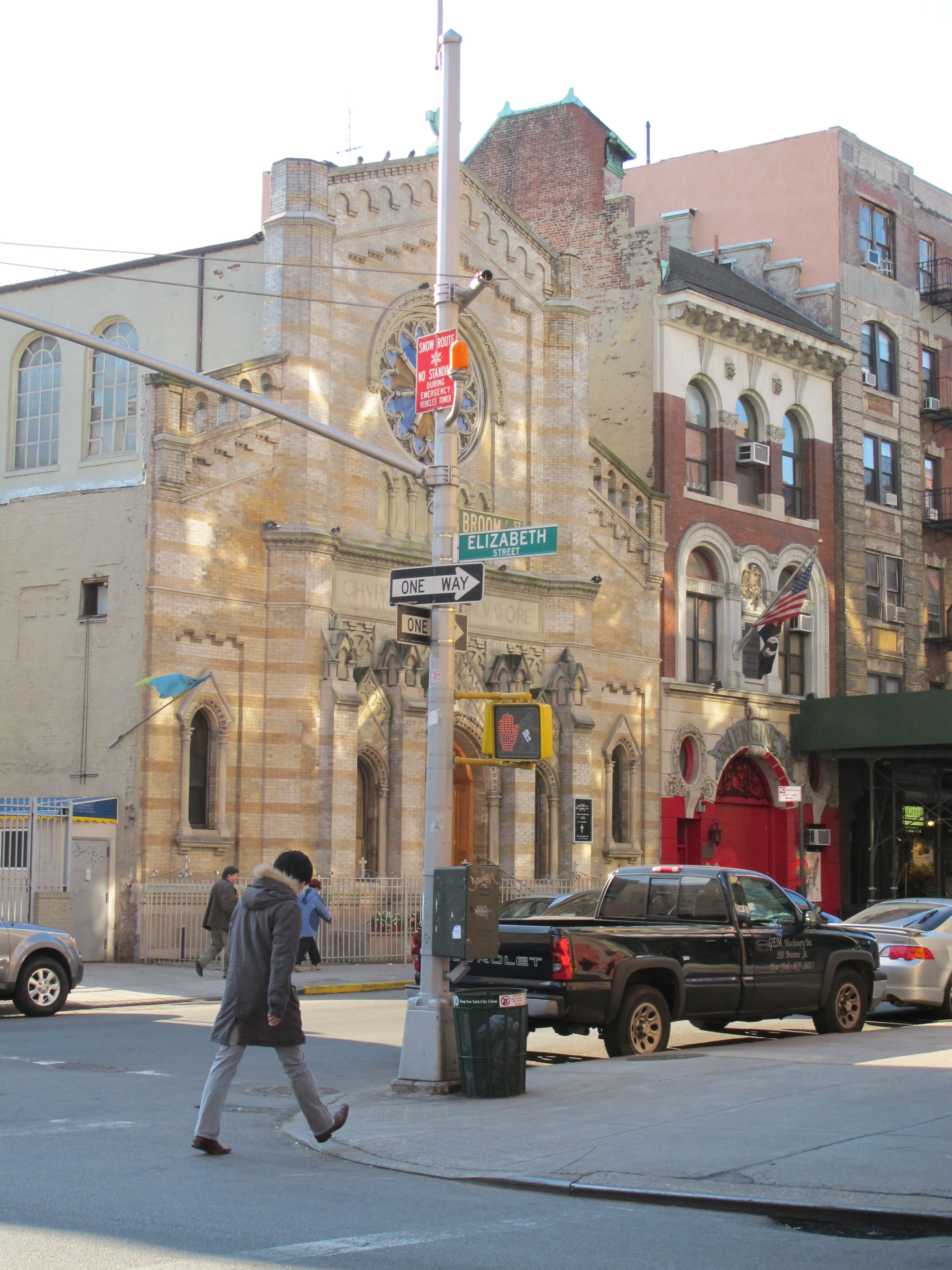
位於布魯姆街359號和伊麗莎白街的聖三一烏克蘭東正教教堂

40°43′9.12″N 73°59′38.07″W / 40.7192000°N 73.9939083°W
布魯姆街，另譯布隆街，是美國紐約州紐約市曼哈頓下城一條東西向街道，幾乎橫貫整個曼哈頓島，西起哈德遜街，東止劉易斯街（Lewis Street），即威廉斯堡橋入口處。這條街在其中一些路段被公園、建築以及艾倫街的中間隔離帶阻斷。
布魯姆街原名聖海文斯街（St. Hevins Street），自1807年起以現名爲人所知，得名於紐約州副州長約翰·布魯姆。